# غراهام بوث
غراهام بوث (بالإنجليزية: Graham Booth)‏ هو سياسي بريطاني، ولد في 29 مارس 1940 في المملكة المتحدة، وتوفي في 14 ديسمبر 2011. حزبياً، نشط في حزب استقلال المملكة المتحدة.

## مناصب
- انتخب عضو في البرلمان الأوروبي عن دائرة جنوب غرب إنجلترا [الإنجليزية]‏ لترشحه ضمن  قائمة حزب استقلال المملكة المتحدة، وقد انضم خلال فترته النيابية (18 ديسمبر 2002 – 19 يوليو 2004)  للكتلة البرلمانية أوروبا الديمقراطيات والتعدديات [الإنجليزية]‏.
- في انتخابات البرلمان الأوروبي 2004، انتخب عضو في البرلمان الأوروبي عن دائرة جنوب غرب إنجلترا [الإنجليزية]‏ لترشحه ضمن  قائمة حزب استقلال المملكة المتحدة، وقد انضم خلال فترته النيابية (20 يوليو 2004 – 30 سبتمبر 2008)  للكتلة البرلمانية كتلة استقلال/ديمقراطية [الإنجليزية]‏.
- انتخب عضو في البرلمان الأوروبي عن دائرة جنوب غرب إنجلترا [الإنجليزية]‏ (15 ديسمبر 2002 – 1 أكتوبر 2008).
- انتخب Deputy Leader of the UK Independence Party ‏ ( – 5 أكتوبر 2002).